# Флаги городских округов и муниципальных районов Волгоградской области

Флаг Волгоградской области

Городские округа и муниципальные районы относятся к муниципальным образованиям.
В Волгоградской области насчитывается 38 муниципальных образований этих видов: 6 городских округов и 32 муниципальных района. Большинство муниципальных образований Волгоградской области имеет собственный флаг, используемый в качестве официального символа наряду с гербом. Список приведён по состоянию на 21 июня 2017 года.
Автор эскизов большей части флагов муниципальных образований Волгоградской области — Владислав Коваль.

## Флаги городских округов
| Флаг                                          | Городской округ  | Дата утверждения | Номер в ГГР | Краткое описание | Примечания |
| --------------------------------------------- | ---------------- | ---------------- | ----------- | --- | --- |
| Флаг городского округа город Волгоград        | Город Волгоград  | 31 марта 1999.   | не внесён   | Прямоугольное полотнище красного цвета с двухсторонним изображением в центре герба города Волгограда. Соотношение площадей герба и флага составляет 1:7. | Флаг основан на гербе Волгограда, который не внесён в Государственный геральдический регистр, так как не соответствует геральдическим нормам. |
| Флаг городского округа город Волжский         | Город Волжский   | 1 ноября 2006    | 2824        | Прямоугольное полотнище голубого цвета с отношением ширины к длине 2:3. Вдоль нижнего края — волнистая полоса жёлтого цвета максимальной шириной 1/16 от ширины полотнища. Над ней, на расстоянии 1/16 от ширины полотнища, горизонтальная, волнистая вверху, полоса жёлтого цвета, максимальной шириной в 1/16 от ширины полотнища. В центре полотнища — восьмиконечная звезда жёлтого цвета, расстояние между концами которой составляет 1/2 от ширины полотнища, смещённая вверх так, что верхний луч звезды не доходит до верхнего края полотнища на 1/4 от ширины полотнища. | Ранее использовался флаг, имевший аналогичный вид, но с соотношением сторон 1:2. Автор — В. Э. Коваль.                                        |
| Флаг муниципального образования город Камышин | Город Камышин    | 27 августа 2003  | 1324        | Прямоугольное белое полотнище, несущее вдоль нижнего края синюю полосу и вплотную над ней, в центре — три стебля камыша. Отношение ширины флага к его длине 2:3. | Автор — В. Э. Коваль. |
| Флаг городского округа город Михайловка       | Город Михайловка | 30 октября 2009  | 5692        | Прямоугольное синее полотнище с отношением ширины к длине 2:3, воспроизводящее композицию герба городского округа город Михайловка: серебряное изображение архангела Михаила, попирающего дракона. В правой руке архангела — пламенный меч, вонзённый в пасть дракону, в левой руке — красный овальный, заострённый к низу щит, окантованный серебром с золотой восьмиконечной звездой в центре. | Автор — В. Э. Коваль. |
| Флаг городского округа город Урюпинск         | Город Урюпинск   | 29 октября 2020  |             | | |
| Флаг городского округа город Фролово          | Город Фролово    | 24 декабря 2008  | 4648        | Прямоугольное синее полотнище с отношением ширины к длине 2:3, воспроизводящее композицию герба городского округа город Фролово (золотая булава, сопровождаемая двумя золотыми полукругами, составленными из цветов тюльпана, по пять в каждом, обращённых от центра) в синем и жёлтом цветах. | Автор — В. Э. Коваль. |

## Флаги муниципальных районов
| Флаг                                          | Муниципальный район                   | Дата утверждения                         | Номер в ГГР | Краткое описание | Примечания |
| --------------------------------------------- | ------------------------------------- | ---------------------------------------- | ----------- | --- | --- |
| Флаг Алексеевского муниципального района      | Алексеевский муниципальный район      | 1 февраля 2001                           | Не внесён   | Прямоугольное полотнище синего цвета в пропорциях 2:3, разделённое по горизонтали голубой полосой, шириной в одну двадцатую ширины флага, обрамленной жёлтой каймой. На расстоянии одной трети длины Флага от древка полоса с каймой раздваивается, расходясь к расположенным у древка углам флага. Образованный расходящимися концами разделительной полосы треугольник — красного цвета. | Рисунок флага аналогичен гербу района, но повёрнут на 90° и на нём отсутствуют изображённые на гербе скрещённые золотая булава и два бунчука, пучки пшеничных колосьев, крылатый шлем, тюльпаны и подкова. Автор — Ю. М. Курасов.                                   |
| Флаг Быковского муниципального района         | Быковский муниципальный район         | 21 июля 2009                             | 5868        | Прямоугольное полотнище с отношением ширины к длине 2:3, воспроизводящее композицию Герба района (в пересечённом бегущими влево волнами золотом и лазоревом поле вверху — червлёный идущий бык с золотым кольцом в ноздрях; внизу золотой с зеленными полосами арбуз тонко окаймлённый золотом и сопровождаемый кругом из четырнадцати золотых восьмиконечных звёзд) в красном, жёлтом, синем и зелёном цветах. | Автор — В. Э. Коваль. |
| Флаг Городищенского муниципального района     | Городищенский муниципальный район     | 29 марта 2012                            | 7602        | Прямоугольное полотнище с отношением ширины к длине 2:3, воспроизводящее композицию герба района (в лазоревом поле серебряный распростёртый орёл, держащий в лапах золотое укрепление с пятью бастионами, заполненное червленью, внутри него накрест остриём вниз меч и ключ того же металла, сопровождаемый в главе золотым букетом из трёх цветков с листвою, в оконечности двумя пшеничными снопами того же металла) в синем, белом, красном и жёлтом цветах. | Автор — В. Э. Коваль. |
|                                               | Даниловский муниципальный район       | 20 ноября 2020                           | 13364       | | |
| Флаг Дубовского муниципального района         | Дубовский муниципальный район         | 28 июня 2007                             | 4598        | Прямоугольное полотнище, ширина и длина которого соотносятся как 2:3, воспроизводящее композицию герба района (в лазоревом поле стоящий на пониженном узком поясе дуб, сопровождаемый двумя выходящими из-за краёв щита стоящими на том же поясе носовыми частями стругов с носовыми орудиями на них) в синем и жёлтом цветах. Ниже основания ствола дерева проходит жёлтая разделительная полоса. | Автор — В. Э. Коваль. |
| Флаг Еланского муниципального района          | Еланский муниципальный район          | 16 февраля 2012                          | Не внесён   | Прямоугольное полотнище пурпурного цвета с двухчастным лазуревым поясом с серебряной каймой по вертикали вдоль древка. В поле флага — золотые колосья, связанные красной лентой, по центру которой расположено изображение стилизованного подсолнуха. Отношение ширины флага к его длине 2:3. | На гербе полосы расположены не вертикально, а горизонтально, под изображением колосьев. Автор — Р. Е. Курышов. |
| Флаг Жирновского муниципального района        | Жирновский муниципальный район        | 17 июля 2009                             | 5674        | Прямоугольное полотнище с отношением ширины к длине 2:3, которое разделено на четыре неравные горизонтальные полосы — жёлтую, синюю, белую и зелёную (6:3:2:7), посередине жёлтой полосы изображено красное пламя, посередине зелёной — жёлтый сноп. | Флаг составлен на основании герба района, однако два лазоревых холма, изображённые на гербе, заменены синей полосой. Автор — В. Э. Коваль. |
| Флаг Иловлинского муниципального района       | Иловлинский муниципальный район       | 22 апреля 2004                           | Не внесён   | Прямоугольное полотнище в пропорциях 2:3, разделённое на три равные горизонтальные полосы: белую, синюю и красную. В левой части полотнища, углом к центру расположены три полосы, повторяющие цвета флага Всевеликого войска Донского: синего, жёлтого и красного. На лицевой стороне слева (на синем фоне) — изображение герба Иловлинского района, на противоположной стороне — серебряный всадник в синем плаще на серебряном коне, поражающий серебряным копьём чёрного опрокинутого навзничь и попранного конём дракона. | Описание всадника на оборотной стороне флага повторяет описание всадника, изображённого на гербе Российской Федерации. |
| Флаг Калачёвского муниципального района       | Калачёвский муниципальный район       | 27 июня 2008                             | 4213        | Прямоугольное полотнище с отношением ширины к длине 2:3, воспроизводящее композицию Герба района (в червлёном поле с лазоревой волнообразной главою, окантованной золотом и обременённой пучком из одиннадцати колосьев, — золотой якорь, поверх которого накрест насека и бунчук того же металла) в красном, синем и жёлтом цветах. | Автор — В. Э. Коваль. |
| Флаг Камышинского муниципального района       | Камышинский муниципальный район       | 28 февраля 2007                          | 3106        | Жёлтое прямоугольное полотнище с отношением ширины к длине 2:3, несущее вдоль нижнего края голубую полосу (в 1/6 ширины полотнища), а в середине — красный орёл и зелёный арбуз с резными листьями из герба района. | Авторский коллектив: - Идея: К. Ф. Мочёнов; - Художники: Оксана Афанасьева, Оксана Фефелова; - Компьютерный дизайн: Оксана Афанасьева; - Обоснование символики: Вячеслав Мишин.                                                                                     |
| Флаг Киквидзенского муниципального района     | Киквидзенский муниципальный район     | 11 октября 2002                          | Не внесён   | Прямоугольное полотнище с отношением ширины к длине 2:3, представляющее собой флаг Российской Федерации, в левом верхнем углу которого на 1/3 белой полосы расположен флаг Войска Донского, состоящий из трёх расположенных горизонтально полос: верхней — синего, средней — жёлтого и нижней — красного цвета. На жёлтой полосе изображён герб Киквидзенского района (четырёхугольгик, в основание которого положена раскрытая книга с переплётом синего цвета и белыми страницыми; на её фоне круг бронзового цвета с прямоугольными выступами по внешнему краю, внутри которого на белом фоне изображены два прямостоячих зерновых колоса). | |
| Флаг Клетского муниципального района          | Клетский муниципальный район          | 8 декабря 2020                           | 13273       | Прямоугольное двухстороннее синее полотнище с отношением ширины к длине 2:3, воспроизводящее фигуры из герба Клетского муниципального района, выполненные желтым и белым цветом. Обратная сторона полотнища зеркально воспроизводит лицевую | Авторская группа: - идея флага: Администрация Клетского муниципального района, В. Э. Коваль (Волгоград); - консультация, обоснование символики: К. Ф. Моченов (Химки); - художник и компьютерный дизайн: В. Э. Коваль (Волгоград).                                  |
| Флаг Котельниковского муниципального района   | Котельниковский муниципальный район   | 29 июня 2007                             | 3533        | Прямоугольное полотнище с отношением ширины к длине 2:3, воспроизводящее композицию Герба района (в лазоревом поле серебряный сокол с распростёртыми крыльями, золотым клювом и лапами, держащими золотой котёл поверх двух скрещённых серебряных сабель с золотыми рукоятями и сопровождаемых серебряными рыбками, направленными друг к другу, вверху веерообразно положенным пучком из пяти пшеничных колосьев) в синем, белом и жёлтом цветах. | Автор — В. Э. Коваль. |
| Флаг Котовского муниципального района         | Котовский муниципальный район         | 27 сентября 2019                         |             | В пурпурном поле золотой пшеничный сноп о девяти видимых колосьев, стебли перевязаны лазоревой лентой с бантом обременённым золотой шестернёй. Сноп сопровождают по сторонам золотые чаши с пламенами, в оконечности шествующий кот того же металла. | |
| Флаг Кумылженского муниципального района      | Кумылженский муниципальный район      | 27 января 2005                           | 1765        | Прямоугольное полотнище с отношением высоты к длине 2:3, состоящее из девяти горизонтальных полос: верхней красного цвета (шириной в 2/3 от высоты полотнища) и восьми чередующихся полос жёлтого и синего цветов (жёлтые полосы располагаются выше и являются вдвое уже синих полос). В центре красной полосы — белый летящий к древку всадник в одежде и снаряжении донского казака XVII века с поднятой над головой обнажённой саблей. | Автор — В. Э. Коваль. |
| Флаг Ленинского муниципального района         | Ленинский муниципальный район         | 1 июля 2005                              | 2035        | Прямоугольное полотнище с отношением ширины к длине 2:3, воспроизводящее смещённую к древку композицию Герба района (в поле, скошенном вогнуто и слева повышенно лазурью и зеленью, в зелени — золотая ветвь тутовника с серебряными цветами, часть коей положена поверх линии деления; в лазури — серебряная всплывающая стерлядь), выполненную зелёным, голубым, жёлтым, оранжевым, белым и серым цветами. | Авторский коллектив: - Идея — К. Ф. Мочёнов; - Художник — Г. А. Русанова; - Обоснование символики — К. В. Переходенко. |
| Флаг Нехаевского муниципального района        | Нехаевский муниципальный район        | н/д                                      | н/д         | Прямоугольное полотнище с отношением ширины к длине 2:3, воспроизводящее композицию Герба района (в лазоревом поле с золотой, обременённой тремя червлёными на зелёных стеблях и с золтыми тычинками цветками в ряд, оконечностью серебряный сокол с воздетыми крыльями, садящийся вправо) в синем, жёлтом, белом, красном и зелёном цветах. | Автор — В. Э. Коваль. |
| Флаг Николаевского муниципального района      | Николаевский муниципальный район      | 16 марта 2007                            | 3648        | Полотнище, ширина и длина которого соотносятся как 2:3, воспроизводящее символику герба Николаевского муниципального района: в червлёном поле лазоревый волнистый тонко окантованный золотом пояс, поверх всего — два скрещённых золотых пшеничных снопа, перевязанные золотой же лентой и сопровождаемые вверху золотой солонкой с солью, над ней — серебряной раскрытой книгой, выше и по сторонам которой серебряный с чёрными Крестами омофор, внизу — тюльпаном с золотыми стеблем и листьями и серебряным соцветием. | Автор — В. Э. Коваль. |
| Флаг Новоаннинского муниципального района     | Новоаннинский муниципальный район     | Не принят                                | —           | | |
| Флаг Новониколаевского муниципального района  | Новониколаевский муниципальный район  | 30 июня 2006                             | 2306        | Прямоугольное красное полотнище с отношением ширины к длине 2:3, несущее фигуры герба района: вдоль нижнего края голубую полосу шириной в 1/4 ширины полотнища и смещённые к древку жёлтый цветок подсолнуха с чёрными семенами и под ним жёлтый колос и белый рогоз стеблями накрест. | Авторский коллектив: - Идея: К. Ф. Мочёнов; - Обоснование символики: К. В. Переходенко; - Художники: Оксана Фефелова, Галина Русанова. |
| Флаг Октябрьского муниципального района       | Октябрьский муниципальный район       | 14 сентября 2006                         | 9082        | Прямоугольное полотнище с отношением ширины к длине 2:3, воспроизводящее композицию герба Октябрьского муниципального района (слева и справа — лазоревые полосы, в центре — червлёное пламя, на которое крестообразно положены два серебряных меча с червлёными рукоятями) в жёлтом, синем, красном и белом цветах. | Автор — В. Э. Коваль. |
| Флаг Ольховского муниципального района        | Ольховский муниципальный район        | 23 ноября 2007                           | —           | Размер флага — 1500−650 мм. В нижней части флага горизонтально-волнистой полосой представлены два цвета — голубой и зелёный, символизирующие реки и луга Ольховского района. В средней части флага горизонтально-ломаной полосой белого цвета представлены меловые горы. На фоне меловых гор в центре флага изображена композиция: колос и лист ольхи. Колос — символ земледелия. Золотой цвет колоса — символ богатства и процветания. Зелёный лист ольхи — символ имени Ольховского района. В верхней части флага голубой полосой представлено небо — символ постоянства и вечности.                                                         | |
| Флаг Палласовского муниципального района      | Палласовский муниципальный район      | 16 мая 2008                              | 4305        | Флаг района представляет собой прямоугольное полотнище с отношением ширины к длине 2:3, воспроизводящее композицию Герба района (в золотом поле распростёртый червлёный орёл с золотым клювом и лапами, во главе двенадцатиконечная лучистая червлёная звезда, обременённая золотой раковиной) в красном и жёлтом цветах. | Автор — В. Э. Коваль. |
| Флаг Руднянского района                       | Руднянский муниципальный район        | 29 марта 2005                            | Не внесён   | Прямоугольное полотнище с соотношением ширины к длине 2:3, разделённое на три основных вертикальных элемента. Длина двух крайних элементов красного цвета составляет 1/3 от общей длины полотнища количество элементов. Средний элемент делится на семь полос белого и синего цветов: длина каждой из трёх синих полос составляет 2/10 длины среднего элемента; длина каждой из четырёх белых полос составляет 1/10 длины среднего элемента. | Автор — В. М. Дергачёв. |
| Флаг Светлоярского муниципального района      | Светлоярский муниципальный район      | 30 марта 2000                            | 671         | Прямоугольное алое полотнище с отношением ширины к длине 2:3, воспроизводящее композицию гербового щита (золотой сноп, перевязанный лазоревой лентой и сопровождаемый по бокам серебряными повёрнутыми кубами) над голубой полосой по нижнему краю полотнища шириной 1/6 от общей ширины, отделённой от алой узкой жёлтой полосой в 1/20 общей ширины. | Старейший среди действующих флагов муниципальных районов, утверждённых в Волгоградской области. Авторский коллектив: - Идея: Александр Караулов, Константин Моченов, Юрий Моченов, Сергей Исаев; - Художник: Роберт Маланичев; - Компьютерный дизайн: Сергей Исаев. |
| Флаг Серафимовичского муниципального района   | Серафимовичский муниципальный район   | 3 июня 2016                              | 11182       | Прямоугольное полотнище с отношением ширины к длине 2:3, воспроизводящее композицию герба района (в червлёном поле — лазоревый, тонко окаймлённый серебром вилообразный крест с узкими верхними концами, обременённый двумя серебряными казачьими шашками накрест (рукоятями вверх, лезвиями вниз) без ножен с золотой оплёткой рукоятей, острия которых выходят за пределы креста, и ниже — пучком из пяти золотых пшеничных колосьев; всё сопровождено во главе серебряным восьмиконечным крестом в золотом трёхлистном окладе, а по сторонам — такими же золотыми пучками колосьев) в красном, синем, белом и жёлтом цветах.                | |
| Флаг Среднеахтубинского муниципального района | Среднеахтубинский муниципальный район | 29 января 2010                           | 6976        | Прямоугольное полотнище с отношением ширины к длине 2:3, воспроизводящее композицию герба района (в лазоревом поле вверху — сообращённых сидящих серебряных журавля с поднятыми и стропилообразно соединёнными крыльями и скрещёнными клювами; внизу — золотая корона состоящая из обруча обременённого жемчугом, от которого по центру произрастает пшеничный колос в столб с листвою переходящей в дуги, сопровождаемый противообращёнными, изогнутыми подковообразно рыбами на спинах которых, покоятся речные цветы о семи лепестках каждый) в синем, белом, жёлтом цветах.                                                                | Автор — В. Э. Коваль. |
| Флаг Старополтавского муниципального района   | Старополтавский муниципальный район   | 27 марта 2002 9 августа 2013             | Не внесён   | Прямоугольное полотнище в пропорциях 2:3, разделённое по горизонтали на красную, синюю и жёлтую полосы в пропорциях 4:1:4. | Автор — Ю. М. Курасов. |
| Флаг Суровикинского муниципального района     | Суровикинский муниципальный район     | 19 мая 2017                              | —           | Флаг Суровикинского муниципального района является вторым по значимости официальным символом муниципального образования и представляет собой прямоугольное полотнище с отношением ширины к длине 2:3, воспроизводящее композицию герба Суровикинского муниципального района в красном, белом, желтом и синем цветах. Оборотная сторона флага является зеркальным отображением его лицевой стороны. | Положение о гербе и флаге утверждено, но не вступило в силу. |
| Флаг Урюпинского муниципального района        | Урюпинский муниципальный район        | 24 декабря 2008 (дата утверждения герба) | 5680        | Синее полотнище, с изображением золотого дуба с корнями, сопровождаемого серебряным обручем, составленным из двадцати пяти восьмиконечных звёзд. Поверх дуба — серебряные сабли в червлёных ножнах накрест, поверх которых червлёный круглый щиток, широко окаймлённый серебром и обременённый золотой подковой шипами вверх, положенной на два золотых пшеничных колоска, расходящихся от основания, между ними трёхлистный серебряный крест. | Официально флаг Урюпинского района не утверждён, однако внесён в ГГР и фактически используется флаг, основанный на гербе Урюпинского района. |
| Флаг Фроловского муниципального района        | Фроловский муниципальный район        | 30 ноября 2007                           | 5094        | Прямоугольное полотнище с отношением ширины к длине 2:3, воспроизводящее композицию герба (на червлёном поле слева и справа — золотые пламена, в нижнем лазоревом поле — золотой пшеничный букет, перевязанный бантом и положенный на венок из цветов и листьев того же металла. | Автор — В. Э. Коваль. |
| Флаг Чернышковского муниципального района     | Чернышковский муниципальный район     | 25 апреля 2007                           | 4063        | Прямоугольное красное полотнище с белой диагональной полосой (от верхнего у древка к нижнему углу против древка), воспроизводящее композицию герба района (в червлёном поле серебряная правая перевязь, сопровождаемая вверху — серебряной женщиной в длиннополых одеждах и таком же платке, с парящей над головой серебряной короной, с восьмиконечным серебряным крестом в правой и развернутым серебряным свитком в левой руке, внизу — золотым хлебным снопом, поверх которого — две старинные золотые казачьи сабли в червлёных с золотой отделкой ножнах накрест рукоятками вверх) в красном, белом и жёлтых цветах.                     | Автор — М. Н. Луночкин. |